# Гасторнисы
Гасто́рнисы (лат. Gastornis) — род вымерших крупных нелетающих птиц, существовавший с палеоцена до среднего эоцена (61,6—48,6 млн лет назад). Ископаемые остатки обнаружены в Европе. Из Европы, вероятно затем распространились в Азии и Северной Америке, где обитали подобные птицы, отнесённые к роду диатрим (Diatryma). Сейчас принято считать, что они входят в род гасторнисов. В Южной Америке в тот же период существовали внешне похожие на гасторнисов нелетающие фороракосовые.

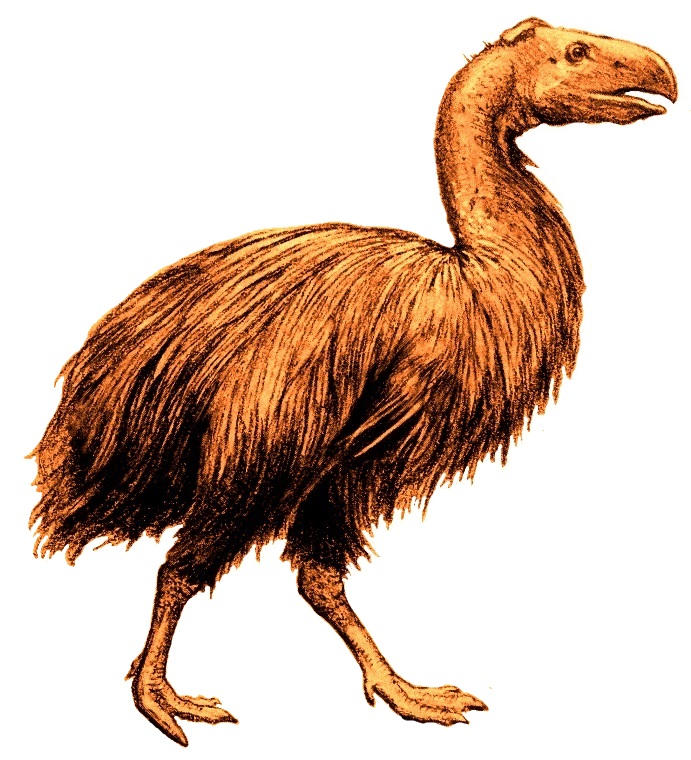

## Описание
Гасторнисы достигали в высоту 2 метров (диатримы) и весили до 100 кг. Они обладали большим клювом, способным ломать кости. Поэтому палеонтологи часто выдвигали предположения, что эти птицы были хищниками или падальщиками. Тем не менее, некоторые детали строения (копытообразные когти на пальцах лап, клюв без крючка на конце) показывают, что гасторнисы были скорее приспособлены для потребления растительной пищи. Вероятно, они использовали свой клюв для выкапывания съедобных кореньев. Они не могли летать, однако, вероятно, умели хорошо бегать.
В палеоцене Европы они были крупнейшими наземными животными, в то время Европа была островом. В Северной Америке и Азии они сосуществовали с древними млекопитающими из также вымершего подоторяда пантодонтов и смогли пережить Палеоцен-эоценовый термический максимум. Причины их вымирания не установлены, предположительно, эти птицы могли вымереть из-за похолодания климата в середине эоцена, либо с появлением примитивных крупных хищных млекопитающих, вроде креодонтов или гиенодонтид. При этом не родственные им хищные фороракосовые в Южной Америке дожили до плейстоцена, вероятно, благодаря отсутствию в Южной Америке крупных наземных плацентарных хищников до Великого межамериканского обмена.

## История изучения
Первые ископаемые остатки гасторниса обнаружил в 1855 году Гастон Планте в Германии, позже птица была названа в его честь. В 1876 году Эдвард Дринкер Коуп обнаружил в Северной Америке и описал окаменелости диатримы.

## Классификация
По данным сайта Fossilworks, на октябрь 2016 года включает 6 вымерших видов:
- Род Gastornis Hébert, 1855[7] — Гасторнисы
  - Gastornis edwardsi Lemoine, 1878
  - Gastornis parisiensis Hébert, 1855typus [syn. Gastornis edwardsii Lemoine 1878, Gastornis klaasseni Newton, 1885]
  - Gastornis russelli Martin, 1992
- Виды, ранее включаемые в род Diatryma Cope, 1876 [syn. Barornis Marsh, 1894, Omorhamphus Sinclair, 1928][8] — Диатримы
  - Gastornis ajax (Shufeldt, 1913) [Diatryma ajax Shufeldt, 1913]
  - Gastornis cotei (Galliard, 1936) [Diatryma cotei Galliard, 1936]
  - Gastornis giganteus (Cope, 1876) [Diatryma gigantea Cope, 1876, syn. Diatryma steini Matthew & Granger 1917, Omorhamphus storchii Sinclair, 1928]

Виды Gastornis minor Lemoine, 1878 и Diatryma regens Marsh, 1894 объявлены nomen dubium.

## В культуре
- Представитель рода показан в 1-й серии научно-популярного сериала «Прогулки с чудовищами». Несмотря на принадлежность к гусеобразным птицам (выводковым), в фильме её птенец показан голым и беспомощным, как у птенцовых птиц.
- В книге Кеннета Оппеля «Тёмное крыло» (Darkwing) диатрима представлена как хищник. По сюжету клан приматов (лемуров) заключил с хромой птицей этого вида договор и обманом приводил ей на съедение животных в обмен на защиту от врагов.
- В книгах Ника Перумова и Святослава Логинова «Чёрная кровь» и «Чёрный смерч» диатримы служат в качестве ездовых животных для племени карликов-диатритов.